# میک فریتاگ
میک فریتاگ (به انگلیسی: Meike Freitag) (زادهٔ ۷ فوریهٔ ۱۹۷۹) شناگر اهل آلمان است.